# Timon Haugan
Timon Ludvig Haugan (Støren, 27 de diciembre de 1996) es un deportista noruego que compite en esquí alpino.
Participó en los Juegos Olímpicos de Pekín 2022, obteniendo una medalla de bronce en la prueba de equipo mixto.
Ganó dos medallas en el Campeonato Mundial de Esquí Alpino de 2023, plata en el equipo mixto y bronce en el eslalon gigante paralelo. En la Copa del Mundo consiguió cuatro victorias y diez podios en total.

## Palmarés internacional
| Juegos Olímpicos   | Juegos Olímpicos             | Juegos Olímpicos  | Juegos Olímpicos         |
| Año                | Lugar                        | Medalla           | Prueba                   |
| ------------------ | ---------------------------- | ----------------- | ------------------------ |
| 2022               | Pekín (China)                | Medalla de bronce | Equipo mixto             |
| Campeonato Mundial |                              |                   |                          |
| Año                | Lugar                        | Medalla           | Prueba                   |
| 2023               | Courchevel/Méribel (Francia) | Medalla de plata  | Equipo mixto             |
| 2023               | Courchevel/Méribel (Francia) | Medalla de bronce | Eslalon gigante paralelo |